# イソインデン
イソインデン(Isoindene)は、化学式C9H8の可燃性のある多環炭化水素である。シクロヘキサジエン環がシクロペンタジエン環と融合した構造をしている。